# 24986 Yalefan
24986 Yalefan è un asteroide della fascia principale. Scoperto nel 1998, presenta un'orbita caratterizzata da un semiasse maggiore pari a 2,3075661 UA e da un'eccentricità di 0,1948660, inclinata di 6,64240° rispetto all'eclittica.